# Félix Markaida
Félix Markaida Aurrekoetxea ou Félix Marcaida Aurrecoechea, est un footballeur espagnol né le 20 novembre 1931 à Lujua et mort le 26 avril 2008 à Bilbao. Il jouait au poste de milieu de terrain et est surtout connu pour son passage à l'Athletic Bilbao.

## Biographie
Félix Markaida commence sa carrière professionnelle en 1949 avec le Barakaldo CF. En 1952, il rejoint l'Athletic Bilbao où il s'impose comme une figure clé, inscrivant 83 buts en 187 matchs. Il forme l'un des trios d'attaque les plus mémorables de l'histoire du club, avec Artetxe, Arieta I, Uribe et Gainza.
Une grave blessure aux ligaments et au ménisque, survenue en 1961, écourte sa carrière au club basque, même s'il y reste jusqu'à la fin de la saison 1962-1963. Il poursuit ensuite sa carrière au Pontevedra CF et termine avec le Recreativo de Huelva où il met un terme à sa carrière en 1965.
Il dispute au total 156 matchs de première division espagnole pour 71 buts marqués. En compétitions européennes, il joue 6 matchs pour 2 buts marqués en Coupe des clubs champions.
Félix Markaida décède à son domicile de Bilbao le 26 avril 2008.

## Palmarès
Athletic Bilbao
- Championnat d'Espagne :
  - Vainqueur : 1955-56.
- Copa del Generalísimo :
  - Vainqueur : 1954-55, 1955-1956, 1957-58.
- Coupe latine :
  - Finaliste : 1956.